# Festival de Música Coral Renacentista ''Gil de Roca Sales''

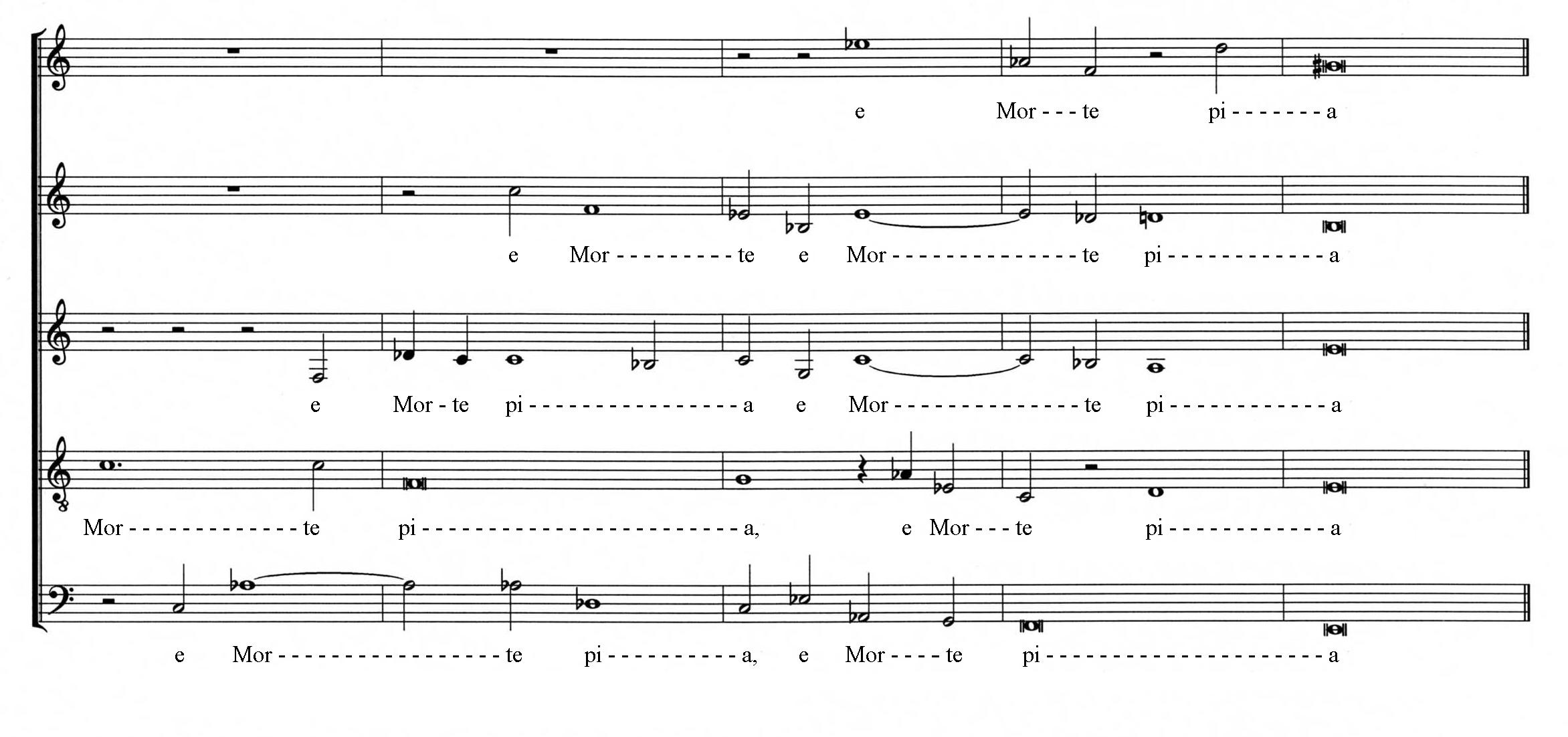
Partitura de um madrigal de Carlo Gesualdo

Festival de Música Coral Renacentista "Gil de Roca Sales", FeMCoR,  (pt:Festival de Música Coral Renascentista Gil de Roca Sales), es un festival de música de coros que ejecutan composiciones  a cappella exclusivamente del Renacimiento.
Tiene lugar en una antigua iglesia - Nuestra Señora de los Dolores - ubicada en el corazón de la ciudad de Porto Alegre.

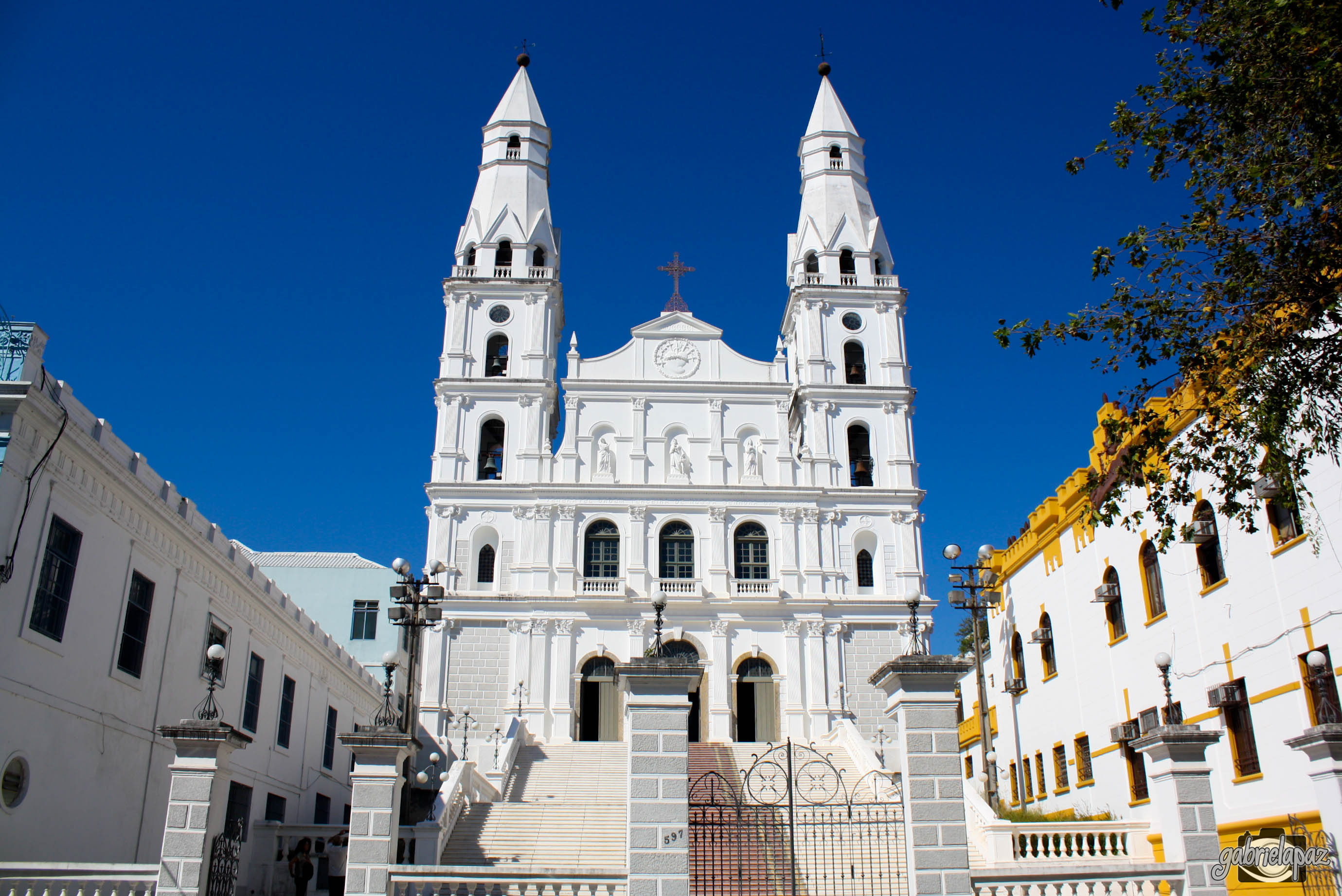
Nuestra Señora de los Dolores

El evento es un encuentro de conjuntos vocales entonando composiciones de canto realizadas alrededor del siglo XVI (1400-1600), incluyendo
varios tipos de polifonía sagrada y secular. Tomás Luis de Victoria, William Byrd, Giovanni Pierluigi da Palestrina, Josquin des Prez, Claudio Monteverdi, John Wilbye, Orlando di Lasso, Jacob Arcadelt, Thomas Morley, Filippo Azzaiolo, Michael Praetorius, son algunos de los compositores renacentistas ejecutadas.